# 前734年
| 千纪： | 前1千纪 |
| 世纪： | 前9世纪 \| 前8世纪 \| 前7世纪 |
| 年代： | 前760年代 \| 前750年代 \| 前740年代 \| 前730年代 \| 前720年代 \| 前710年代 \| 前700年代 |
| 年份： | 前739年 \| 前738年 \| 前737年 \| 前736年 \| 前735年 \| 前734年 \| 前733年 \| 前732年 \| 前731年 \| 前730年 \| 前729年 |
| 纪年： | 丁未年（羊年）；周平王三十七年；魯惠公三十五年；齊莊公六十一年；晉孝侯五年；曲沃桓叔十一年；秦文公三十二年；楚武王七年；宋宣公十四年；衛桓公元年；陳桓公十一年；蔡宣公十六年；曹桓公二十三年；鄭莊公十年；燕鄭侯三十一年；杞武公十七年 |